# 特利刹蒂慘案
特利刹蒂慘案是1998年5月12日發生在印尼雅加達特利刹蒂大學的槍擊事件，印尼軍隊與警方向要求独裁總統蘇哈托下台的抗議學生開槍，造成4名學生喪生，另有十數人受傷。此事件為引發黑色五月暴動的導火線之一，暴動最終導致蘇哈托下台。

## 背景
1997年至1998年印尼經濟受亞洲金融風暴嚴重影響，印尼盾幣值暴跌:78-83。1998年全國各大學學生均發起遊行抗議，要求已掌權30年的總統蘇哈托辭職下台，5月9日朱安達大學的抗議甚至導致一名警察喪生:111。

## 經過

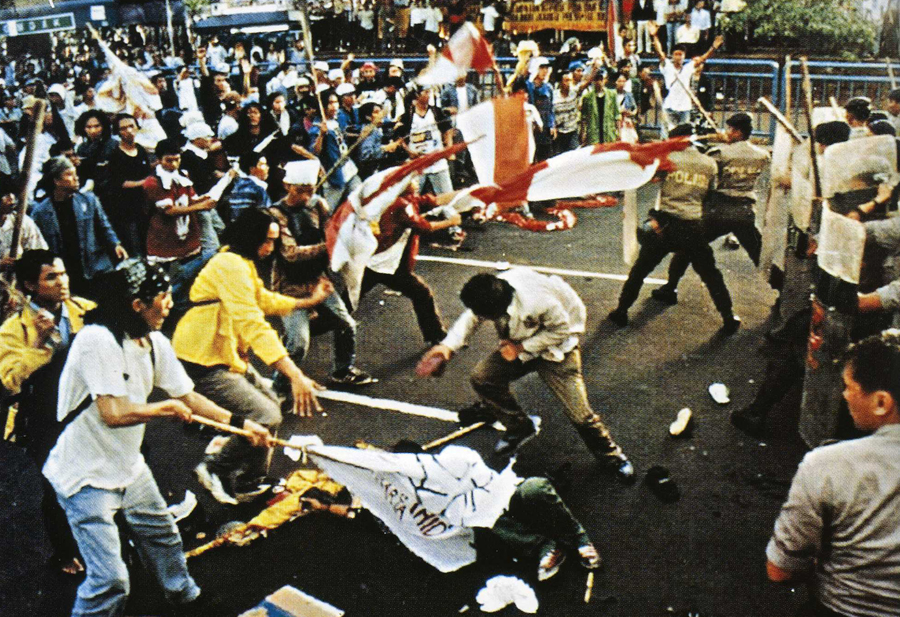
學生與警方對抗場景

1998年5月12日當地時間上午10點，特利刹蒂大學開始非暴力的遊行抗議，有超過6000名師生在大學停車場集結，他們將印尼國旗降半旗，接近中午時計畫遊行前往印尼國會大廈，但在離開校園數百公尺後就被警方攔下，示威者遂於現場靜坐，堵塞交通要道S·帕爾曼中將路。不久後軍方增援也抵達現場，現場單位包括警方的機動旅兵團、第9騎兵營、第202步兵營、第203步兵營、陸軍戰略後備部隊防空砲兵營、雅加達軍區司令部鎮暴小隊等，均配備防暴盾牌、催淚瓦斯、AUG突擊步槍與Pindad SS1突擊步槍等。
下午3:30左右，特利刹蒂大學的法學院院長阿迪·蘇吉普托說服示威者回到校園中，下午5:00左右多數人均已返回校園，警方與軍隊則發出辱罵聲，進而朝校園內的抗議群眾開火，示威者四散逃跑，其中兩名學生在試圖進入大樓時中槍身亡；約一小時左右，尚未進入大樓內的學生仍集結在校內的中央廣場，士兵佔據屋頂制高點並持續射擊，造成另外兩名學生身亡，另有數人受傷。約晚間8:00槍擊才告一段落，中槍者被迅速送往鄰近醫院。晚間10點阿迪·蘇吉普托透過校園廣播MS3 FM宣布有4名學生喪生，並公佈他們的姓名。軍方否認使用實彈，但驗屍結果顯示遇難學生為中彈而死。

## 遇難者
4名遇難者分別為埃朗·萊斯瑪納（Elang Mulia Lesmana，1978年7月5日生）、赫里·赫坦托（Heri Hertanto，1977年生）、哈菲丁·羅揚（Hafidin Royan，1976年9月28日生）與亨德里亞萬·西耶（Hendriawan Sie，1978年5月3日生），皆為男性。萊斯瑪納為建築學院學生，在抗議中揮舞「降低影印本與香水價格」的口號；赫坦托為工學院學生，不被認為是政治活躍者；羅揚為土木工程系學生，並為虔誠的穆斯林，在抗爭中站在後排拍手；西耶則為經濟學院學生，四人均在謝里夫·塔耶布博士大樓外中槍遇害。

## 後續
這起事件造成民眾群情激憤，為引爆隨後黑色五月暴動的導火線之一，造成上千人喪生，並引發嚴重排華暴動，蘇哈托總統於5月21日辭職下台。繼任總統的優素福·哈比比稱特利剎蒂慘案的4名遇難者為「改革英雄」。
2000年11月，警方發言人表示將對11名疑似犯下槍擊案的警員問責，但截至該年底尚未有人受到審問。2008年印尼國家人權委員會重新審理此案，並將報告提供給司法部長辦公室，但後者表示報告不完整而將其退還。
特利剎蒂大學校內設置了特利剎蒂博物館（5月12日慘案紀念館）以紀念此事件。